# ISO 3166-2:NR
ISO 3166-2:NR — стандарт Международной организации по стандартизации, который определяет геокоды. Является подмножеством стандарта ISO 3166-2, относящимся к Науру. Стандарт охватывает 14 административных округов Науру. Каждый геокод состоит из двух частей: кода Alpha2 по стандарту ISO 3166-1 для Науру — NR и дополнительного кода записанных через дефис. Дополнительный код образован двухсимвольным числом. Геокоды административных округов Науру являются подмножеством кодов домена верхнего уровня — NR, присвоенного Науру в соответствии со стандартами ISO 3166-1.

## Геокоды Науру
Геокоды 14 административных округов административно-территориального деления Науру.
| Геокод | Административная единица | Статус |
| ------ | ------------------------ | ------ |
| NR-01  | Айво                     | округ  |
| NR-02  | Анабар                   | округ  |
| NR-03  | Анетан                   | округ  |
| NR-04  | Анибар                   | округ  |
| NR-05  | Баити                    | округ  |
| NR-06  | Боэ                      | округ  |
| NR-07  | Буада                    | округ  |
| NR-08  | Денигомоду               | округ  |
| NR-09  | Ева                      | округ  |
| NR-10  | Июв                      | округ  |
| NR-11  | Мененг                   | округ  |
| NR-12  | Нибок                    | округ  |
| NR-13  | Уабо                     | округ  |
| NR-14  | Ярен                     | округ  |

## Геокоды пограничных Науру государств
- Кирибати — ISO 3166-2:KI (на востоке).